# الغش في العقد
الغش في العقد هو شكل من أشكال الخيانة الأكاديمية حيث يدفع الطلاب للآخرين لإكمال فروضهم، تمت صياغة هذا المصطلح في دراسة حصلت عام ٢٠٠٦ بواسطة توماس لانكستر والراحل روبرت كلارك (المملكة المتحدة)، كطريقة أكثر شمولاً للحديث عن جميع أشكال العمل الأكاديمي، كما تتعارض المصطلحات القديمة مثل «مطحنة الورق» أو «مطحنة المقالات»، والتي تشير إلى الاستعانة بمصادر خارجية أكاديمية قائمة على النصوص. على العكس من ذلك، لانكستر وكلارك هم علماء كمبيوتر وقد وجدوا دليلاً على قيام الطلاب بالاستعانة بشكل منهجي بمصادر خارجية لمهام الترميز، ولذلك قد صاغوا مصطلح «الغش في العقد» ليشمل جميع الأعمال الأكاديمية الخارجية بغض النظر عما إذا كان من التخصصات القائمة على النص أو غير قائمة على النصوص. من بين العلماء والخبراء الأكاديميين البارزين في مجال النزاهة هن تريسي بريتاغ (أستراليا) وكاث أليس (أستراليا) وسارة إيلين إيتون (كندا) وأيرين جليندينينج (المملكة المتحدة).

## حد
كانت الموارد الأولية المنشورة والتي توضح بالتفصيل نطاق الغش في العقود هي دراسة أجراها روبرت كلارك وتوماس لانكستر، وتقدم الدراسة ثلاث نماذج دراسية:
1. أكثر من ١٢ في المائة من المنشورات على موقع ويب شهير للاستعانة بمصادر خارجية لأعمال عقود الكمبيوتر كانت في الواقع طلبات عطاءات طلاب يبحثون عن خدمات الغش في العقود.
2. نشر الغشاشون في العقود ما متوسطه من ٧ إلى ٤ طلبات مما يشير إلى أن الطلاب يستخدمون هذه الخدمات بشكل معتاد.
3. نشرَ عددٌ أقل من المستخدمين أكثر من ٥٠ طلب عطاء بما في ذلك أمثلة من مؤسسات متعددة، ويشير هذا إلى أن هذه وكالات تتعاقد من البطان على العمل وليست طلاباً يستخدمون الخدمات بشكل غير مباشر.

في التحليل التلوي لعام ٢٠١٧ لخمس دراسات أفاد ٣.٥٪ من إجمالي ١، ٣٧٨ طالباً بأنهم اشتروا واجبات لإرسالها كواجبات خاصة بهم ومن بين الطلاب الذين أبلغوا عن قيامهم بالغش في العقد اعترف أكثر من ٦٠٪ بأنهم فعلوا ذلك أكثر من مرة، وجدت مراجعة مراجعة منهجية أكبر لـ٦٥ دراسة من عام ١٩٧٨ ألى عام ٢٠١٦ أن ٣.٥ من الطلاب اعترفوا بالانخراط بالغش في العقود التجارية. بعد ذلك وجدت دراسة أُجريت على أكثر من ١٤، ٠٠٠ طالب أستراليان ٥.٨٪ من الطلاب انخرطوا في آحد السلوكيات الخمس المصنفة على أنها غش في العقد بينما قدم ٢.٢٪ تقييمات أكملها أشخاص آخرون. ومع ذلك جادلت دراسة أجريت في عام ٢٠٢١ بأن استطلاعات التقرير الذاتي المجهولة تقلل من حجم الغش في العقد، وباستخدام أساليب محفزة لقول الحقيقة، أقترحت أن ٧.٩٪ من الطلاب يش ترون ويقدمون مهام مكتوبة مخصصة بينما يقدم ١١.٤٪ المهام التي تم تنزيلها من مواقع مشاركة الملفات على أنها ملكهم.
في حين تم التشكيك في جودة حلول المهام المباعة من قبل مطاحن المقالات على الرغم من أن الأبحاث الأخرى تدعي أن العمل الأكاديمي الذي تم الحصول عليه من خلال استخدام موقع المزاد كان ذا جودة كافية للحصول على درجات مرضية وبالتالي لم يكتشفه المعلمون.
فحصت دراسة أجريت عام ٢٠٠٧ أكثر من ٩٠٠ مثال على الغش في العقود من قبل الطلاب الذين يدرسون مواد الحوسبة. صنفت النتائج المنشورة أنواع المهام (مثل البرمجة وقاعدة البيانات وتصميم الويب وما إلى ذلك) وتم تحليلها حسب البلد. كان أحد الاهتمامات الجديدة التي حددتها هذه الدراسة هو عدد المشاريع الكبرى (كلً من السنة النهائية الجامعية والدراسات العليا) التي تم نشرها في موقع المزادات
تم تقديم دراسة في مؤتمر STEM في آبريل من عام ٢٠١٢ وتضمنت أكثر من ٦٠٠ مهمة في مجالات تتراوح ما بين الأنثروبولوجيا ألى اللاهوت. يوجد جدل حول الموضوعات الأكثر عرضة للغش في العقود ولكن يوجد إجماع عام من قبل العديد من العلماء بما في ذلك كورتيس وكلير (٢٠١٧) وبريتاغ (٢٠١٧) ولانكستر وكلارك (٢٠١٥) ويشير إيتون (٢٠١٩) إلى أن التخصصات التالية لها أعلى نسبة معدل:
1. الأعمال
2. الهندسة
3. العلوم (وتتضمن الطب وعلوم الصحة)
4. العلوم الإنسانية
5. التعليم

تم فحص الجوانب التجارية للغش في العقود في ورقة تم تقديمها في مؤتمر في عام ٢٠١٣ حول الابتكار والتقنية في تعليم علوم الحاسبات، وحللت هذه الورقة القيمة النقدية للغش في العقد للأطراف المختلفة التي تلعب أدواراً في عملية الغش في العقد، استند التحليل الرئيسي إلى مجموعة تتكون من ١٤، ٤٣٨ محاولة تم تحديدها للغش، وتم جمعها بين مارس ٢٠٠٥ ويوليو ٢٠١٢.
في عام ٢٠٢٠ خلال جائحة فيروس كورونا المستجد أثبت أنه تم تحديد الزيادات في الغش التعاقدي على أنها معضلة بشكل بارز.

## الوقاية
قد تساعد استراتيجيات تصميم التقييم في منع حدوث الش في العقد، وبالإضافة إلى ذلك اتخذت بعض المؤسسات تدابير استباقية لمنع الوصول إلى مواقع شركات الغش التعاقدية من مستخدمي الحرم الجامعي.

## كشف
في يوليو عام ٢٠٠٧ اقترح كلاً من لانكستر وكلارك عملية منهجية مكونة من ستة مراحل حيث يمكن للمدرسين استخدامها للكشف عن الطلاب الذين يقومون بالغش، ومنذ ذلك الحين تم إجراء بحث إضافي مع أدلة تشير الآن إلى تدريب أولئك الذين يصنفون العمل الأكاديمي بإعتباره جانباً مهماً من جوانب الاكتشاف.
كثيراً ما تتباهى مواقع الغش في العقود بأن استخدام خدماتها غير قابلة للكشف ولكن تم دحض هذه الادعاءات من خلال الأبحاث التجريبية التي تظهر أنه يمكن تدريب المعلمين بطرق فعالة على اكتشاف الغش في العقود في مهام الطلاب. يوجد حالياً العديد من المصادر المتوفرة للمعلمين للمساعدة في تدريبهم على كيفية تحديد الغش في العقد على نحو فعال.
تم أقتراح أنه يمكن تحليل بيانات المهام الحالية والتقييم المنتظم بشكل منهجي من أجل الكشف عن أنماط أداء الطلاب التي قد تكون مؤشراَ على الغش في العقد، وفي مؤتمر الانتحال عبر أوروبا وما بعده لعام ٢٠١٥، تم توضيح كيف يمكن أن يساعد جمع البيانات التحليلية في وقت كتابة هذا التقرير في تحديد حالات الغش في العقد.
على الرغم من أنه من غير المحتمل أن تكتشف محركات الكشف عن الغش في العقود فقد أظهرت هذه الأدوات بعض النجاح في تحديد مصدر التخصيصات الموجودة في مواقع المزادات.

## السياسة والعقوبات
الطريقة التي تعالج بها مؤسسات التعليم العالي في جميع انحاء العالم الغش في العقود غير متسقة، طورت كلاً من المملكة المتحدة وأستراليا بعضاً من أكثر الأساليب المنهجية في العالم لمعالجة الغش في العقود عن طريق السياسات وإرشادات ضمان الجودة والعقوبات المقابلة للطلاب، وفي الوقت ذاته يجري البحث والدعوة في بلدان مثل كندا لتعزيز فهم أفضل لكيفية معالجة الجامعات والكليات لهذه القضية من حلال تدابير السياسة.
تعتبر بعض المؤسسات الأكاديمية الغش في العقود من أخطر أشكال سوء السلوك الأكاديمي وتعاقب الطلاب المذنبين وفقاً لذلك، وفي عام ٢٠١٠ طور مشروع البحث المعياري لسوء السلوك الأكاديمي (AMBeR) تعريفه سرقة أدبية في المملكة المتحدة في محاولة لتوحيد العقوبات على جميع أشكال سوء السلوك الأكاديمي. أشار التقرير النهائي إلى أنه يجب معاقبة شراء تكليف بأخطر التدابير المتاحة مثل التعرض الطرد من المؤسسة، وأن العديد من المؤسسات تعتبر الغش في العقد شكلاً منفصلاً من أشكال سوء السلوك تماماً بسبب النية الواضحة المتعلقة به، ومع ذلك أظهرت دراسة بحثية أجريت في المملكة المتحدة في عام ٢٠١٥ والتي جمعت أرآء طلاب الجامعات حول العقوبات المناسبة لسوء السلوك الأكاديمي، فأوصوا الطلاب بأستمرار بفرض عقوبات مخففة على الانتحال وأن هذا التأثير كان أكثر وضوحاً للغش في العقد.

## الشرعية
يختلف الوضع القانوني لهذه الخدمات دوليًا، ففي عام ٢٠٢٠ أصبح من غير القانوني للأطراف الثالثة توفير العمل الأكاديمي للطلاب في أستراليا. وفي نيوزيلاندا من غير القانوني «الإعلان عن تقديم المساعدات من اطراف ثالثة للغش» مع وجود قوانين مشابهة وأقدم في تشريعات ١٧ ولاية أمريكية. أقترحت أستراليا قوانين مشابهة لقوانين نيوزلندا بمشروع قانون على المستوى الإتحادي.
في المملكة المتحدة نشرت وكالة ضمان الجودة تقريرًا يأيد استخدام نهج قانوني كطريقة لعلاج الغش في العقد، واقترحت إمكانية استخدام قوانين الاحتيال الحالية في حين أن أنشطة هذه الخدمات وعملائها يمكن تفسيرها بشكل معقول لتتلائم مع تعريف الاحتيال لأنها تحتوي على تمثيل خاطئ والفشل في المحافظة على المعلومات. تم مقارنة مشروع بحثي تابع قوانين الاحتيال في المملكة المتحدة مع الشروط والأحكام المستخدمة من قبل خدمات الغش واستنتج أنه من غير المرجح أن تقع مثل هذه الخدمات في مخالفة قانون الاحتيال لأن إخلاء المسؤولية والشروط والأحكام التي تقدمها الخدمات تنص بشكل عام على أن أي منتجات مكتوبة مخصصة يجب استخدامها فقط كـ «أدلة دراسية» أو «أدوات مساعدة للدراسة» وبالتالي يتم تحميل الطالب العميل المسؤولية والنية. وعلى الرغم من ذلك فقد أظهرت اللسعات الإعلامية أن الشركات يمكن أن تكون متواطئة في الاستخدام غير المناسب لهذه المنتجات. تم استنتاج تحليل مشابه في ليتوانيا على أنه من غير المحتمل أن تتعارض خدمات الغش في العقود مع القوانين الحالية على الرغم من أن تحليل القانون الأسترالي استنتج إلى أن الاحتيال فضلاً عن التزوير والتآمر قد تكون طرقًا قانونية يمكن من خلالها استهداف الغش في العقد. دعت جميع الدراسات الثلاثة إلى إدخال مناهج قانونية جديدة لمعالجة مشكلة الغش في العقود، الغش في العقد مشرع وقانوني في كندا.
توجد دراسة بحثية تابعة اقترحت قوانين جديدة وتستند على مبدأ المسؤولية الصارمة لتخفيف مطلب المدعين العامين لإثبات أن الغشاشين في العقود يهدفون على مساعدة الطلاب على الغش، بدلًا من ذلك يتحمل الغشاشون في العقود المسؤولية عن الملاحقة القضائية لمجرد تقديمهم خدمات يمكن أن يكون تفسيرها معقولًا على أنه يستخدم في الغش.
على نطاق أوسع وعلى الرغم من الإمكانيات الواضحة للطعن القانوني مع شركات الغش فإن الملاحقات القانونية نادرة حاليًا، ويعود ذلك إلى حد كبير إلى القيود المفروضة على القوانين القائمة، وبالإضافة إلى ذلك فأن الفعل البسيط المتمثل في حضر الخدمة لن يقلل بالضرورة من الطلب عليها، فالدراسات البحثية المذكورة أعلاه تدعو جميعها إلى نهج شامل ومتعدد الجوانب لمعالجة الغش في العقود.

## روابط خارجية
- ورشة عمل الغش في العقود - الأرشيف في مركز مواضيع أكاديمية التعليم العالي للمعلومات وعلوم الكمبيوتر
- ContractCheating.com - موقع على شبكة الإنترنت يستكشف الغش في العقد مقدم من منشئي المصطلح توماس لانكستر وروبرت كلارك
- الغش في العقود وتصميم التقييم - موقع على شبكة الإنترنت يستكشف الطبيعة المنهجية للغش في العقود في أستراليا. مشروع بحث ممول من قبل وزارة التعليم والتدريب بالحكومة الأسترالية.